# Porra, Ariel Zenón y otros
Porra, Ariel Zenón y otros es la denominación de una causa judicial por delitos de lesa humanidad cometidos en la zona de la ciudad de Rosario, provincia de Santa Fe, Argentina, durante la dictadura militar autodenominada Proceso de Reorganización Nacional, que gobernó el país entre 1976 y 1983.
La prensa se ha referido a este juicio como "Guerrieri-Amelong", "Quinta de Funes", "Quinta de Funes II", "Fábrica de Armas" o "Guerrieri III" según las instancias, que fueron unificando expedientes. "Guerrieri I - Diaz Bessone" es en cambio una causa separada, anterior, referente a unas víctimas distintas.
En la causa se investigaron los crímenes cometidos en la zona y, en especial, los ocurridos en los centros clandestinos de detención que funcionaron en:
1. la quinta “La Calamita”
2. la “Quinta de Funes”
3. la “Escuela Nro. 288 Osvaldo Magnasco”
4. la quinta “La Intermedia” perteneciente a la familia de Amelong y
5. la Fábrica Militar de Armas "Domingo Matheu".

## Procesados
Los procesados fueron:
- Pascual Oscar Guerrieri, alias “Jorge o Mayor Jorge”, (Buenos Aires, 30 de diciembre de 1934), retirado del Ejército Argentino con el grado de Coronel,
- Juan Daniel Amelong, alias “Daniel o Teniente Daniel”, (Rosario, 11 de enero de 1952), abogado, retirado del Ejército con el grado de Teniente Coronel,
- Jorge Alberto Fariña, apodado “Sebastián” o “Comandante Sebastián” o “Comandante Pablo” (Buenos Aires, 1.º de mayo de 1942), militar retirado con el grado de Teniente Coronel,
- Walter Salvador Dionisio Pagano, apodado “Sergio Paz”, “Sergio 2” o “Wenceslao” (Rosario, 7 de abril de 1946), jubilado del Ejército,
- Eduardo Rodolfo Costanzo, apodado “Tucu”, “Ernesto Castro” o “el Tucumano” (Tucumán, 15 de mayo de 1935), jubilado,
- Ariel Zenón Porra, apodado “El Puma” (Rosario, 18 de febrero de 1954), jubilado del Ejército,
- Juan Andrés Cabrera, apodado “El Barba” (Rosario, 9 de julio de 1950), jubilado del Ejército,
- Marino Héctor González  (Rosario, 18 de octubre de 1945), militar retirado con el grado de Teniente Coronel,
- Joaquín Tomás Gurrera (Itatí, 11 de enero de 1945) militar retirado con el grado de Teniente Coronel,
- Ariel Antonio López (Rosario, 25 de junio de 1948), jubilado del Ejército,
- Carlos Antonio Sfulcini, (Santa Fe, 4 de enero de 1948) jubilado del Ejército, abogado,
- Alberto Enrique Pelliza, apodado “Aldo”  (Rosario, 16 de mayo de 1946), jubilado del ejército.

Los imputados Guerrieri, Fariña, Amelong, Pagano y Costanzo ya habían sido condenados a la pena de prisión perpetua en la causa denominada “Guerrieri 1”, limitándose la imputación en este expediente al delito de asociación ilícita.

## Víctimas
Las víctimas de los delitos investigados fueron:
- Jaime Feliciano DRI
- Eduardo José TONIOLLI
- Jorge Horacio NOVILLO
- Stella HILLBRAND de DEL ROSSO
- Raquel Ángela Carolina NEGRO
- Carlos Rodolfo J. LALUF
- Marta María BENASSI
- Miguel Ángel TOSETTI
- Oscar Daniel CAPELLA
- Ana María GURMENDI
- Fernando Dante DUSSEX
- Héctor Pedro RETAMAR
- María Adela Reyna LLOVERAS
- Teresa SORIA de SKLATE
- Marta María FORESTELLO
- Liliana Carmen NAHS de BRUZZONE
- Susana Elvira MIRANDA
- Ariel Eduardo MORANDI
- Adriana Elba ARCE
- Ramón Aquiles VERÓN
- Juan Antonio RIVERO
- Olga Regina MOYANO
- Hilda Yolanda CARDOZO
- Edgar Tulio VALENZUELA
- Fernando Rubén MESSIEZ

## Delitos probados
- privación ilegítima de la libertad agravada por mediar violencia y amenazas y por haber durado más de un mes[2]  y de aplicación de tormentos agravados por ser las víctimas perseguidos políticos[3]
- homicidio agravado por alevosía, con el concurso premeditado de dos o más personas y para procurar su impunidad[4]
- Todos los delitos en concurso real entre sí y con el de asociación ilícita[5]

### Lesa humanidad
Al calificar los hechos, el Tribunal declaró que “las conductas imputadas y juzgadas configuran delitos de lesa humanidad ocurridos en el contexto histórico del terrorismo de Estado… en el marco del segundo genocidio nacional perpetrado entre los años 1975 y 1983.”

## Limitación de la capacidad de actuar de los subalternos
Respecto de los procesados Porra, Cabrera, Sfulcini, Pelliza y López la sentencia declara que “tenían limitada la capacidad de actuar conforme lo reclama el orden jurídico, situación que se advierte por su posición de subalternos. Cuestiones de equidad hacen imposible abstenerse de valorar el detrimento en la libre determinación de la voluntad causado por especiales circunstancias externas, como son las órdenes explícitas de los oficiales jefes… en el marco de un plan sistemático de exterminio.- Puede decirse además que estos autores se enfrentaban con un poder omnímodo, intransigente, despiadado, de tal manera es razonable pensar que ellos podían presumir un peligro para su integridad física, en caso de no obedecer esos dictados. Puede afirmarse, entonces, que existió sobre los cuadros inferiores una imposición jerárquica, obviamente no exculpante pero que sí influyó en la motivación.- Esta situación ha sido contemplada en el marco internacional, como el estatuto de Núremberg.
Igual norma plasma el Estatuto del Tribunal Internacional para Ruanda -art.6- y el Estatuto del Tribunal Internacional para Yugoeslavia -art.7 -apartado 4-.- No puede soslayarse que el Estatuto de la Corte Penal Internacional, va más allá de la simple reducción de la pena por cuestiones de justicia, estableciendo Circunstancias eximentes de responsabilidad penal.
El Dr. Gabriel Eduardo Casas, en la sentencia “Masacre de la Capilla del Rosario”, T0F Catamarca, octubre de 2013, votó en el sentido que se viene exponiendo, afirmando que “….se trata de una situación de reducción de las penas que obedece a la reducción de la culpabilidad, que responde a situaciones de este tipo “nombradas” por el legislador internacional y que no responde a situaciones subjetivas del juez.”. Dijo también “La pretensión de prescindir de la culpabilidad y proveer una respuesta tradicional fundada en el injusto sería inconstitucional, por un lado por ser violatoria del principio de igualdad y, por otro, por negar frontalmente (...) el concepto de lo humano que presuponen los principios constitucionales”.- “

### Inconstitucionalidad
En relación con el caso concreto de Porra, Cabrera, Pelliza, López y Sfulcini el Tribunal considera que el art. 80 del C.P. es inconstitucional “ya que al establecer una pena fija de prisión perpetua y carecer de un mínimo en la escala punitiva no permite receptar las directrices que consagra nuestra Carta Magna en el art. 18, que proscribe todo tipo de tormentos y azotes, también receptado en el
Derecho Internacional de los Derechos Humanos con la prohibición de la tortura y las penas o tratos crueles o inhumanos o degradantes, normas que tienen como fuente la dignidad humana y que dan fundamento al principio de culpabilidad, proporcionalidad y humanidad.-“
Por las mismas razones declara la inconstitucionalidad de la pena de inhabilitación absoluta perpetua que estipula el inciso 4.º del artículo 19, CP.

## Penas y forma de cumplimiento
Ariel Antonio López cumplía prisión domiciliaria por el cuidado que de manera personal debía darle a su hijo de más de 40 años con síndrome de down y diabetes. También cumplía prisión domiciliaria Alberto Enrique Pelliza, por la gran cantidad de visitas a médicos. El mismo beneficio lo tenían Gurrera, Guerrieri y Costanzo.
El fiscal pidió que la condena la cumplan todos los procesados en una Unidad del Servicio Penitenciario Federal y la sentencia dispuso que se mantengan “las condiciones de detención actuales respecto de Pelliza, López, Gurrera, Guerrieri y Costanzo mientras subsistan los motivos y presupuestos que determinaron su forma de cumplimiento”.
| Sentencia del Tribunal          | Sentencia del Tribunal                               | Sentencia del Tribunal |
| ------------------------------- | ---------------------------------------------------- | ---------------------- |
| Nombre                          | Condición                                            | Años de prisión        |
| Marino Héctor González          | Capitán - Jefe Sección AEI Destacamento Inteligencia | Perpetua               |
| Ariel Zenón Porra               | Personal Civil de Inteligencia                       | 25 años de prisión     |
| Juan Andrés Cabrera             | Personal Civil de Inteligencia                       | 25 años de prisión     |
| Carlos Antonio Sfulcini         | Personal Civil de Inteligencia                       | 25 años de prisión     |
| Alberto Enrique Pelliza         | Personal Civil de Inteligencia                       | 18 años de prisión     |
| Ariel Antonio López             | Personal Civil de Inteligencia                       | 16 años de prisión     |
| Eduardo Rodolfo Constanzo       | Personal Civil de Inteligencia                       | 10 años de prisión     |
| Juan Daniel Amelong             | Teniente y luego de Teniente 1.º                     | 10 años de prisión     |
| Jorge Alberto Fariña            | Capitán y luego Mayor - 3.º Jefe                     | 10 años de prisión     |
| Oscar Pascual Güerrieri         | Teniente Coronel - 2.º Jefe                          | 10 años de prisión     |
| Joaquín Tomás Gurrera           | Teniente Primero de Artillería y luego Capitán       | 8 años de prisión      |
| Walter Salvador Dionisio Pagano | Personal Civil de Inteligencia                       | 5 años de prisión      |

La "condición" se refiere a la que durante la época de los hechos investigados, esto es 1977/8, se desempeñaban en el Destacamento de Inteligencia 121 del Comando del Segundo Cuerpo del Ejército de Rosario.

En todos los casos con más la pena accesoria de inhabilitación absoluta.
La sentencia no se encuentra firme.

### Prisión perpetua y cárcel común
El 12 de mayo de 2017 el Tribunal Oral Federal en lo Criminal N.º 1 de Rosario dictó prisión perpetua y cárcel común a todos los implicados en la causa Guerrieri III.Los acusados por privación ilegítima de la libertad, tormentos y homicidio, son el exagente de Inteligencia Eduardo Costanzo, los ex PCI Walter Pagano, Ariel López, Juan Andrés Cabrera y Rodolfo Daniel Isach (que también era policía durante la última dictadura), y los militares Pascual Guerrieri; Marino Héctor González; Alberto Pelliza; Jorge Fariña y Juan Amelong, integrantes del Destacamento de Inteligencia 121 de Rosario durante los primeros años de la última dictadura. Nueve de ellos ya habían sido sentenciados en otros juicios. La Fiscalía destacó la condena de Daniel Isach, la primera que recibe porque estuvo prófugo durante años.El tribunal dará a conocer los fundamentos del veredicto el 25 de julio. También resolvió que los diez acusados deberán cumplir la pena en una "cárcel común", pero indicó que esa disposición se hará efectiva una vez que el pronunciamiento adquiera firmeza.